# HV & CV Quick
El HV & CV Quick (Haagse Voetbal- & Cricket Vereniging Quick), també conegut com a Quick Den Haag, és un club de futbol i cricket de La Haia. Des del 2017, el seu primer equip de futbol masculí juga a la Derde Divisie. El Quick  el campió nacional neerlandès de futbol de 1908 i va guanyar la Copa nacional neerlandesa en les edicions de 1909, 1910, 1911 i 1916.
Les seccions de cricket masculina i femenina han guanyat el campionat nacional diverses vegades. La masculina va guanyar tres vegades a la segona meitat del segle XX i dues vegades al segle XXI. Les dones van guanyar el títol cinc vegades al segle XXI.

## Futbol

### Jugadors destacats
Els següents jugadors van ser convocats per representar els seus equips nacionals en el futbol internacional i van rebre convocatòries mentre jugaven al Quick Den Haag:
 
- Leo Bosschart (1909–1921)
- Wim Groskamp (1906–1910)
- Henk Muller (1905–1906)
- Louis Otten (1905–1914; 1922–1923)
- Jops Reeman (1905–1908)
- Arend Schoemaker (1931–1934)
- Edu Snethlage (1903–1910)
- Noud Stempels (1907–1908)
- Caius Welcker (1905–1911)

### Jugadors en tornejos internacionals
La següent és una llista de jugadors de Quick Den Haag que han competit en tornejos internacionals, i han participat a la Copa del Món de la FIFA.
| Copa                         | Jugadors         |
| ---------------------------- | ---------------- |
| Copa del Món de la FIFA 1934 | Arend Schoemaker |

### Palmarès
- Lliga neerlandesa de futbol:[2]
  - 1907–08
- Copa neerlandesa de futbol:[3]
  - 1908–09, 1909–10, 1910–11, 1915–16